# Pirton (Worcestershire)
Pirton – wieś w Anglii, w hrabstwie Worcestershire, w dystrykcie Wychavon. Leży 8 km na południe od miasta Worcester i 157 km na północny zachód od Londynu.